# Prasinocyma nigrimacula
Prasinocyma nigrimacula là một loài bướm đêm trong họ Geometridae.